# Лапицкий, Иосиф Михайлович
Ио́сиф Миха́йлович Лапи́цкий (псевдоним Миха́йлов; 16 [28] января 1876, Минск — 5 ноября 1944, Москва) — русский и советский оперный режиссёр, музыкальный и общественный деятель, теоретик оперного искусства. Заслуженный артист РСФСР (1936). Автор статей о реформе оперного театра.

## Биография
В 1897 году окончил Императорское училище правоведения в Петербурге (58 выпуск) и был направлен в Сибирь проводить судебную реформу. Окончив Императорское училище правоведения в Петербурге, Лапицкий три сезона отыграл в антрепризе М. А. Саблиной-Дольской. В 1900—1901 годы он состоит в труппе королевского Придворного Национального театра в Мюнхене (у Э. Поссарта).
В 1903 году, по приглашению К. С. Станиславского, он поступил в Московский Художественный театр. Именно Станиславский и предложил Лапицкому заниматься режиссурой.
Иосиф Михайлович принимает предложение Н. Н. Арбатова, с которым сдружился в МХТ, стать его ассистентом в Новом товариществе московской Частной оперы. «В 1903 г. я вступил в оперный театр. — писал Лапицкий. — С этого момента, когда почувствовал себя ответственным не только за свою роль и даже не только за спектакль, но за театр в целом, оформилось чёткое представление о том, каков должен быть оперный театр». В 1906 г. Иосиф Михайлович заключает двухлетний контракт на работу в Большом театре, взяв псевдоним «Михайлов».
Весной 1908 года в московских газетах стали появляться сообщения о предстоящем уходе Лапицкого из Большого театра: «Не верится, чтобы дирекция в своём стремлении к ухудшению дела дошла до того, чтобы отпустить единственного толкового режиссёра», «С. И. Мамонтов отклонил предложение дирекции занять место главного режиссёра<…> единственным достойным кандидатом является г. Михайлов, который зарекомендовал себя постановкой оперы „Каменный гость“. В его постановке действительно проглядывало новое и интересное. Видно, что он человек понимающий и всесторонне образованный». «Г. Михайлов первый сделал попытку вдохнуть жизнь в дело оперных постановок» и т. д. Но режиссёр без сожалений покидает Большой театр, назвав его «склепом казённого искусства». Уходит в момент предполагавшегося назначения его главным режиссёром театра, уходит с мыслью и твёрдым решением строить оперный театр на новых началах. И таким театром становится Театр музыкальной драмы, который с первых месяцев работы привлёк внимание новизной постановок и яркой драматической игрой оперных артистов.
Театр был открыт в 1912 году, в здании Санкт-Петербургской консерватории. «Театр был организован как товарищество на паях… Общее собрание сорока восьми пайщиков единогласно избрало Л. членом правления и директором-распорядителем по художественной части, представив ему исключительное право сформировать труппу. Музыкальным руководителем Иосиф Михайлович пригласил пианиста и дирижёра М. А. Бихтера, окончившего Петербургскую консерваторию с золотой медалью. Солистами принял по конкурсу молодых артистов, уже имевший опыт, а также недавних выпускников Петербургской консерватории, отдавая предпочтение не качеству голосов, а наличию актёрских данных и перспектив раскрытия личности».
Театр просуществовал с 11/24 декабря 1912 года по 19 января 1919 года, шесть лет с небольшим. За этот период Лапицкий поставил более двадцать девять опер, которые получили большой общественный резонанс и вошли в историю музыкального театра. Значительный интерес представляли такие постановки опер, как «Борис Годунов» (1913) и «Сорочинская ярмарка» (1917, в ред. Ц. А. Кюи) Мусоргского, «Мазепа» (1913); «Каменный гость» Даргомыжского (1915). Впервые в России ТМД поставил оперу К. Дебюсси «Пеллеас и Мелизанда» (1915). В репертуаре театра были такие оперы, как «Пиковая дама», «Черевички», «Хованщина», «Женитьба», «Севильский цирюльник», «Фауст», «Сказки Гофмана» и др.
В 1924 году в Большом театре поставил «Севильский цирюльник» Д. Россини.
В 1934—1939 годах Лапицкий был главным режиссёром Академического театра оперы и балета УССР. В 1937 году он создал Донецкий театр оперы и балета.
В 1936 году получил звание заслуженного артиста РСФСР и награждён орденом «Знак Почёта» (23.03.1936 — «за выдающиеся заслуги в деле развития украинского оперного искусства, украинской музыки, песни и танцев».
Похоронен в Москве на Донском кладбище.
Архивный фонд И. М. Лапицкого хранится в Российской государственной библиотеке искусств (РГБИ. Ф. 15. Лапицкий Иосиф Михайлович).

## Личная жизнь
Во время работы в труппе М. А. Саблиной-Дольской в Иркутске встретился с певицей Марией Васильевной Веселовской (1877—1941), которая стала его женой. Их сын, Всеволод Иосифович Лапицкий (1903—1975) — профессор, декан энергетического факультета Московского инженерно-экономического института.